# Chiesa di San Giorgio (Tizzano Val Parma)
La chiesa di San Giorgio è un luogo di culto cattolico dalle forme barocche, situato in strada del Groppadello a Musiara Inferiore, frazione di Tizzano Val Parma, in provincia e diocesi di Parma; è sede di una parrocchia compresa nella zona pastorale della Montagna.

## Storia
Il luogo di culto originario fu eretto a Fontanafredda in epoca medievale; la più antica testimonianza della sua esistenza risale al 1230, quando l'Ecclesie de Casellis fu menzionata nel Capitulum seu Rotulus Decimarum della diocesi di Parma tra le cappelle appartenenti all'abbazia di San Giovanni Evangelista di Parma, pur trovandosi all'interno del territorio amministrato dalla pieve di Tizzano.
Nel 1494 fu menzionata per la prima volta l'intitolazione dell'edificio a san Giorgio, nel Regesto antico diocesano.
Nel 1564 la chiesa fu elevata a sede parrocchiale, ma unita alla cappella di San Rocco di Musiara Superiore; quest'ultima se ne staccò, costituendo una parrocchia distinta, nel 1613.
Verso la fine del XVII secolo l'antico luogo di culto di Fontanafredda sprofondò in profondo degrado e fu abbandonato; fu quindi costruita in sua sostituzione una nuova chiesa barocca nel piccolo centro di Musiara Inferiore.

## Descrizione

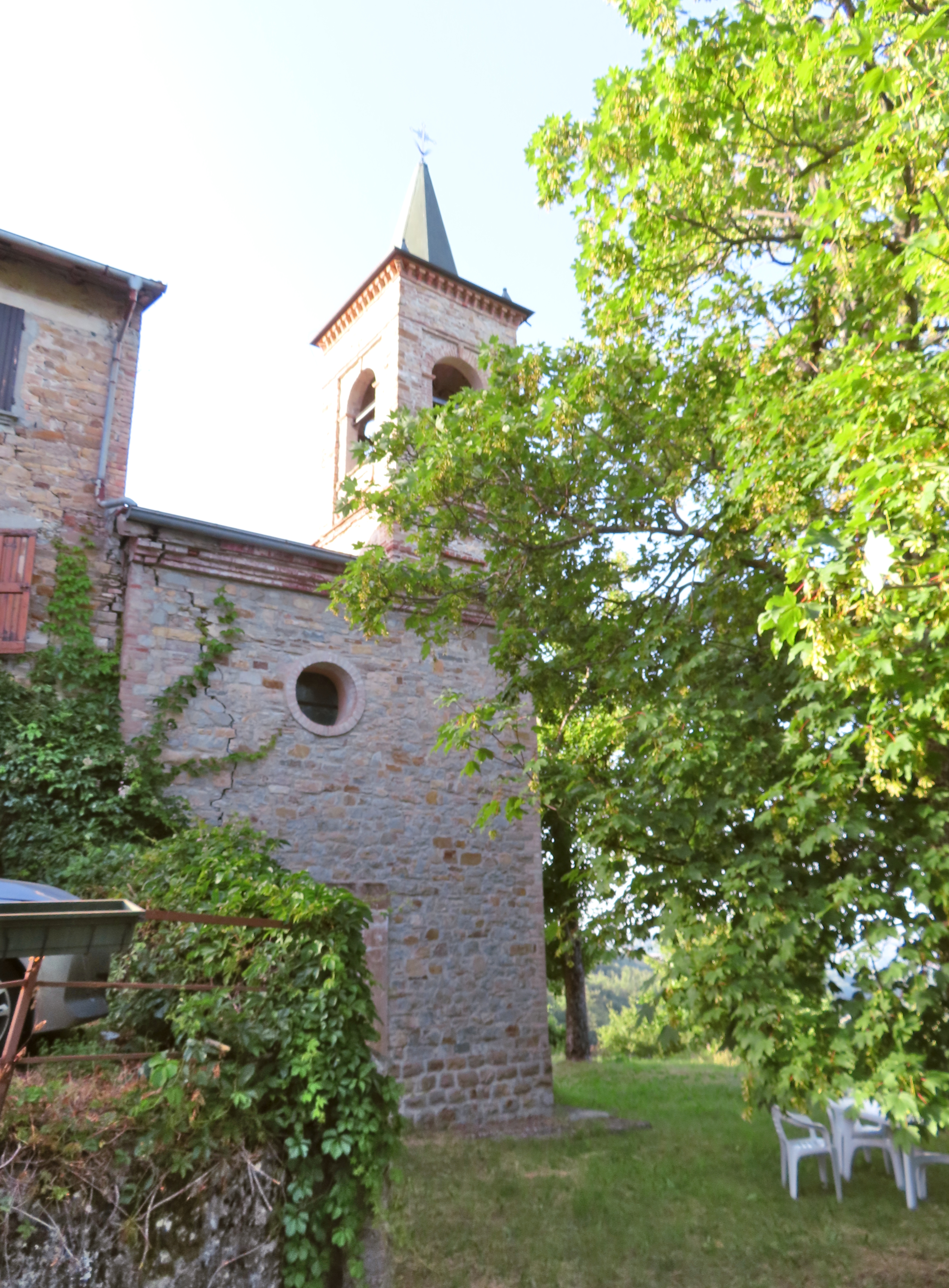
Facciata

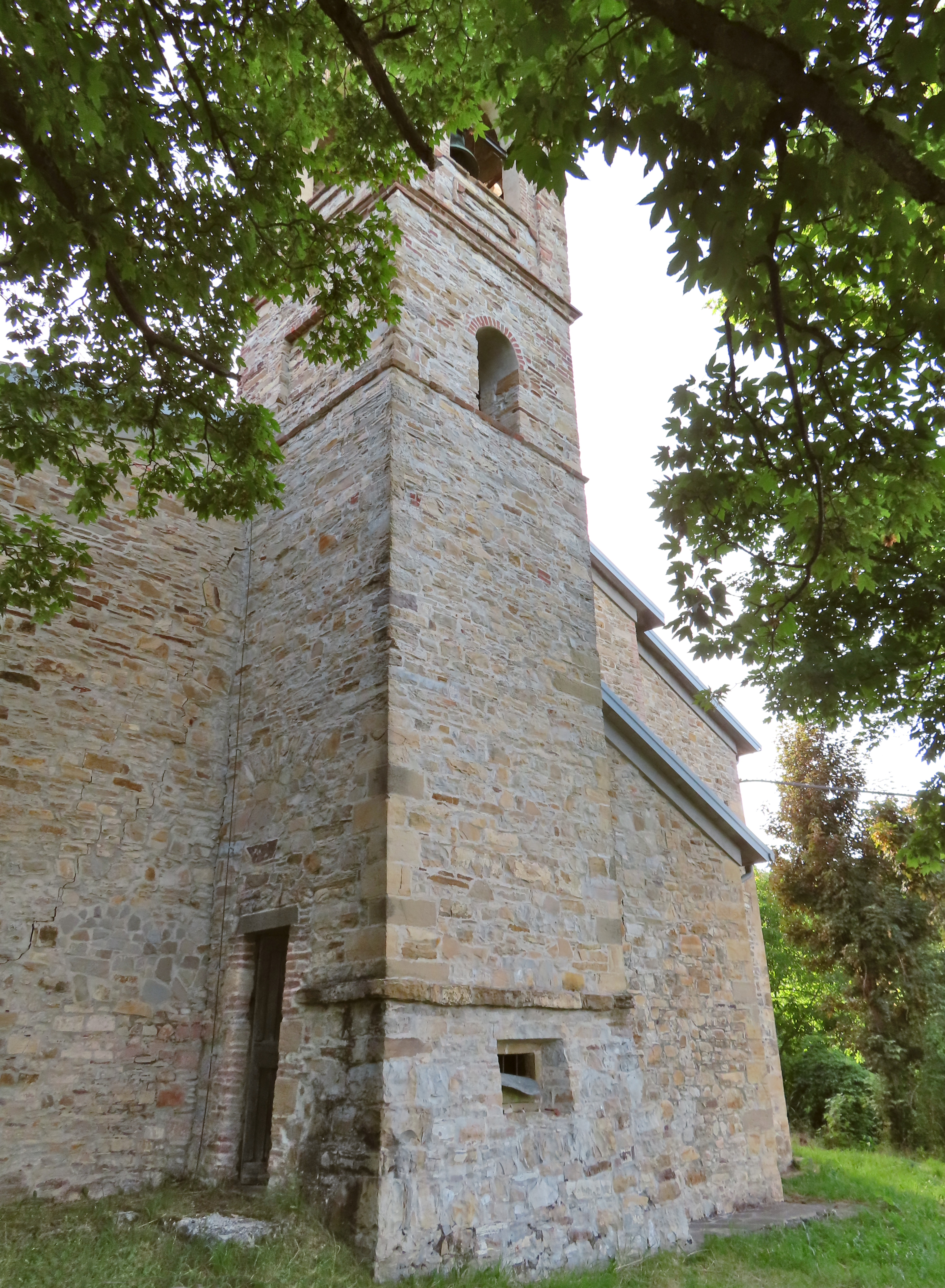
Campanile

La chiesa si sviluppa su un impianto a navata unica affiancata da una cappella per lato, con ingresso a sud e presbiterio a nord.
La facciata rettangolare, interamente rivestita in pietra come il resto dell'edificio, presenta decentrato il portale d'ingresso delimitato da una cornice scolpita; più in alto si apre un oculo incorniciato in laterizio, mentre in sommità si allunga orizzontalmente un cornicione modanato in mattoni.
Dal fianco libero a est aggetta il campanile, che si eleva su tre ordini scanditi da fasce marcapiano al di sopra di un basamento a scarpa; in sommità la cella campanaria si affaccia sulle quattro fronti attraverso ampie monofore ad arco a tutto sesto, poste all'interno di specchiature; a coronamento si erge nel mezzo una guglia metallica a pianta ottagonale.
All'interno la navata intonacata, coperta da una volta a botte lunettata, è scandita lateralmente in tre campate da una serie di lesene, a sostegno del cornicione perimetrale in aggetto; le cappelle laterali, chiuse superiormente da volte a botte lunettate, si affacciano sull'aula attraverso ampie arcate a tutto sesto.
Il presbiterio, lievemente sopraelevato, è preceduto dall'arco trionfale, retto da due paraste; l'ambiente, coronato da una volta a spicchi, accoglie l'altare maggiore marmoreo a mensa, aggiunto tra il 1970 e il 1980.
La chiesa conserva alcune opere di pregio, tra cui un altare settecentesco e un olio raffigurante San Giorgio.